# 제럴딘 패러

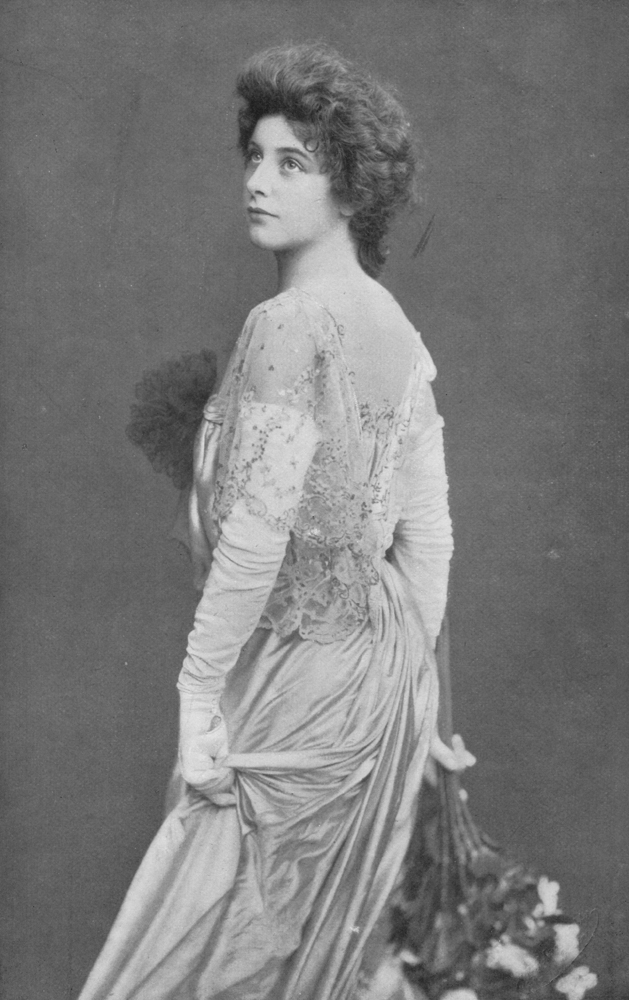
1902년의 제럴딘 패러

제럴딘 패러(Geraldine Farrar, 1882년 2월 28일 ~ 1967년 3월 11일)는 20세기 초 미국의 소프라노 가수이다. 뛰어난 가창과 미모, 독일 황태자 빌헬름과의 사랑으로 화제가 되었다.
미국의 매사추세츠주 메를로즈에서 태어나 보스턴과 뉴욕에서 음악을 배운 뒤 19세 때 베를린 궁전가극장(지금의 국립가극장)에서 〈파우스트〉의 말그리타 역으로 데뷔하였다. 필리 레만의 추천으로 1906년까지 궁전가극장의 멤버로 각광을 받았으며 1904년부터는 몬테 카를로, 바르샤바 등에서 미미, 마르가레테 등 많은 역을 맡아 불렀다. 1906 ~ 1921년의 메트로폴리탄 가극장에서 있었던 화려한 무대는 널리 알려졌으며 미국에서의 최초의 〈나비부인〉(1907)을 비롯하여 많은 미국 초연의 역을 맡아 30곡, 493회의 출연횟수를 헤아렸다. 무대 외에는 영화 〈잔 다르크〉, 〈카르멘〉에도 출연하는 등 다채로운 활약을 보였다. 레퍼토리의 광범위함은 놀라우며 레코딩된 곡만도 205종을 헤아린다.
1967년 3월 미국의 오페라 팬들이 애도하는 가운데 코네티컷에서 사망하였다.